# فریگیت کلاس ناویک
فریگیت کلاس ناویک (به انگلیسی: Novik-class frigate) یک کلاس از کشتی است که طول آن ۱۲۰ متر (۳۹۴ فوت) می‌باشد.